# Laephotis wintoni
Laephotis wintoni — вид ссавців родини лиликових.

## Проживання, поведінка
Країна поширення: Ефіопія, Лесото, ПАР, Танзанія. Населяє сухі савани, середземноморські чагарники, висотні луки.

## Загрози та охорона
Здається, немає серйозних загроз для даного виду. Присутній у національному парку в Лесото і можливо в інших охоронних територіях. 